# ديريك سبنسر
ديريك سبنسر (10 مايو 1982 بديربان في جنوب أفريقيا - ) هو لاعب كرة قدم جنوب أفريقي في مركز الدفاع. لعب مع بيدفيست ويتس وماميلودي صن داونز ونادي كايزر تشيفز ونادي هيلانك وبلاتينيوم ستارز ‏.